# Oberreichenbach (Brand-Erbisdorf)
Oberreichenbach ist ein Ortsteil der Großen Kreisstadt Brand-Erbisdorf im Landkreis Mittelsachsen (Freistaat Sachsen). Er wurde am 1. Januar 1993 nach Langenau eingemeindet, das seit dem 1. April 2002 einen von zwei Ortschaften der Stadt Brand-Erbisdorf bildet.

## Geografie

### Lage
Oberreichenbach liegt etwa 13 Kilometer südwestlich von Freiberg im Osterzgebirge. Durch die Ortslage fließt der Oberreichenbacher Bach, der in Oberschöna in die Große Striegis mündet.
Bei der Ortsstruktur handelt es sich um eine Restsiedlung mit uneinheitlichen Hufen. Im Quellbereich des Oberreichenbacher Baches gab es fächerförmige Hufen, während diese nach Kirchbach und Linda fehlten. Eine Besonderheit stellen die mit Büschen bestandenen Wiesen dar. Im ehemaligen Waldgebiet Alte Haide existierten um 1830 mehrere Torfstiche und eine Ziegelei.

### Nachbarorte
| Kirchbach   |                                             | Linda        |
| Görbersdorf | Kompassrose, die auf Nachbargemeinden zeigt | Himmelsfürst |
| Gahlenz     |                                             | Langenau     |

## Geschichte
Das Waldhufendorf Oberreichenbach wurde im Jahr 1408 urkundlich als „Reichenbach“ erwähnt. 1590 wurde es auch unter dem Namen „Dürre Reichenbach“ erwähnt und später erhielt er dann zur Unterscheidung von dem nahe gelegenen Reichenbach bei Nossen seinen heutigen Namen. Der Ort lag bis 1856 im kursächsischen bzw. königlich-sächsischen Kreisamt Freiberg. Die Grundherrschaft über Oberreichenbach lag beim Rittergut Oberschöna, das insbesondere den Adelsgeschlechtern Schönberg und Carlowitz gehörte. Kirchlich ist der Ort seit jeher nach Langenau gepfarrt.
Ab 1856 gehörte Oberreichenbach zum Gerichtsamt Brand und ab 1875 zur Amtshauptmannschaft Freiberg. Mit der zweiten Kreisreform in der DDR kam der Ort im Jahr 1952 zum Kreis Brand-Erbisdorf im Bezirk Chemnitz (1953 in Bezirk Karl-Marx-Stadt umbenannt). Am 1. Januar 1993 wurde Oberreichenbach nach Langenau eingemeindet. Mit Langenau kam Oberreichenbach im Jahr 1994 vom sächsischen Landkreis Brand-Erbisdorf zum Landkreis Freiberg und 2008 zum Landkreis Mittelsachsen. Durch die Eingemeindung von Langenau in die Große Kreisstadt Brand-Erbisdorf ist Oberreichenbach seit dem 1. April 2002 ein Ortsteil der Brand-Erbisdorfer Ortschaft Langenau.

### Einwohnerentwicklung
| Jahr | Einwohnerzahl                             |
| ---- | ----------------------------------------- |
| 1551 | 19 besessene(r) Mann, 11 Inwohner         |
| 1764 | 17 besessene(r) Mann, 3 Häusler, 16 Hufen |
| 1834 | 163                                       |
| 1871 | 250                                       |

| Jahr | Einwohnerzahl |
| ---- | ------------- |
| 1890 | 264           |
| 1910 | 214           |
| 1925 | 224           |
| 1939 | 210           |

| Jahr | Einwohnerzahl |
| ---- | ------------- |
| 1946 | 294           |
| 1950 | 269           |
| 1964 | 199           |
| 1990 | 131           |

| Jahr | Einwohnerzahl |
| ---- | ------------- |
| 2011 | 128           |